# 第89回日劇學院賞
←第88回 - 第89回 - 第90回→
第89回日劇學院賞，針對2016年4月到6月在日本播出之春季檔連續劇所做出的投票與評比。本季獲最優秀作品賞為TBS電視台的《99.9 -刑事專門律師-》，且此劇共獲二項獎。

## 得獎名單

### 最優秀作品賞
1. 99.9 -刑事專門律師-
2. 世界上最艱難的戀愛
3. 重版出来！

- 讀者票：1. 99.9 -刑事專門律師-；2. 世界上最艱難的戀愛；3. 重版出來！；4.  我不是無法結婚，是不婚；5. 我的危險妻子
- 記者票：1. 重版出來！；2. 寬鬆世代又怎樣；3. 世界上最艱難的戀愛；4.  小荳荳電視台；5. 99.9 -刑事專門律師-
- 評審票：1. 重版出來！；2. 寬鬆世代又怎樣；3. 99.9 -刑事專門律師-；4.  小荳荳電視台；5. 我不是無法結婚，是不婚

### 主演男優賞
1. 大野智（世界上最艱難的戀愛）
2. 松本潤（99.9 -刑事專門律師-）
3. 岡田將生（寬鬆世代又怎樣）

- 讀者票：1. 松本潤 （99.9 -刑事專門律師-）；2. 大野智 （世界上最艱難的戀愛）；3. 岡田將生（寬鬆世代又怎樣）
- 記者票：1. 大野智 （世界上最艱難的戀愛）；2. 松本潤 （99.9 -刑事專門律師-）；3. 岡田將生（寬鬆世代又怎樣）
- 評審票：1. 松本潤 （99.9 -刑事專門律師-）；2. 大野智 （世界上最艱難的戀愛）；3. 伊藤英明（我的危險妻子）

### 主演女優賞
1. 黑木華（重版出来！）
2. 滿島光（小荳荳電視台）
3. 中谷美紀（我不是無法結婚，是不婚）

- 讀者票：1. 黑木華（重版出来！）；2. 中谷美紀（我不是無法結婚，是不婚）；3. 滿島光（小荳荳電視台）
- 記者票：1. 滿島光（小荳荳電視台）；2. 中谷美紀（我不是無法結婚，是不婚）；3. 黑木華（重版出来！）
- 評審票：1. 滿島光（小荳荳電視台）；2. 黑木華（重版出来！）；3. 中谷美紀（我不是無法結婚，是不婚）

### 助演男優賞
1. 柳樂優彌（寬鬆世代又怎樣）
2. 香川照之（99.9 -刑事專門律師-）
3. 小瀧望（世界上最艱難的戀愛）

- 讀者票：1. 香川照之（99.9 -刑事專門律師-）；2. 小瀧望（世界上最艱難的戀愛）；3. 杉本哲太（世界上最艱難的戀愛）
- 記者票：1. 柳樂優彌（寬鬆世代又怎樣）；2. 太賀（寬鬆世代又怎樣）；3. 藤木直人（我不是無法結婚，是不婚）
- 評審票：1. 柳樂優彌（寬鬆世代又怎樣）；2. 片桐仁（99.9 -刑事專門律師-）；3. 新井浩文（毒島百合子的赤裸裸日記）

### 助演女優賞
1. 小池榮子（世界上最艱難的戀愛）
2. 木村佳乃（我的危險妻子）
3. 榮倉奈奈（99.9 -刑事專門律師-）

- 讀者票：1. 榮倉奈奈（99.9 -刑事專門律師-）；2. 小池榮子（世界上最艱難的戀愛）；3. 波瑠（世界上最艱難的戀愛）
- 記者票：1. 小池榮子（世界上最艱難的戀愛）；2. 波瑠（世界上最艱難的戀愛）；3. 木村佳乃（我的危險妻子）
- 評審票：1. 安藤櫻（寬鬆世代又怎樣）；2. 木村佳乃（我的危險妻子） ；3. 小池榮子（世界上最艱難的戀愛）

### 主題曲賞
1. 《Daylight》嵐（99.9 -刑事專門律師-）
2. 《I seek》嵐（世界上最艱難的戀愛）
3. 《敬啟，給有朝一日的你（日语：拝啓、いつかの君へ）》感覺小丑（日语：感覚ピエロ）（寬鬆世代又怎樣）

- 讀者票：1. 《Daylight》 嵐（99.9 -刑事專門律師-）；2. 《I seek》嵐（世界上最艱難的戀愛）；3. 《Echo》UNICORN（重版出來！）
- 記者票：1. 《Echo》UNICORN（重版出來！）；2. 《敬啟，給有朝一日的你》感覺小丑（寬鬆世代又怎樣）；3. 《Sweet! Sweet! Music!（日语：超いきものばかり〜てんねん記念メンバーズBESTセレクション〜）》生物股長 （我不是無法結婚，是不婚）
- 評審票：1. 《敬啟，給有朝一日的你》感覺小丑（寬鬆世代又怎樣）；2. 《Soup》藤原櫻 （悅音響起） ；3. 《Daylight》 嵐（99.9 -刑事專門律師-）

### 劇本賞
1. 宮藤官九郎（寬鬆世代又怎樣）
2. 野木亞紀子 （重版出來！）
3. 金子茂樹（日语：金子茂樹） （世界上最艱難的戀愛）

### 導演賞
1. 井上剛、川上剛、津田温子（小荳荳電視台）
2. 土井裕泰、福田亮介、塚原亞由子 （重版出來！）
3. 水田伸生、相澤淳、鈴木勇馬 （寬鬆世代又怎樣）

### 特別賞
- 重版出来！的劇中漫画

## 得獎原因
- 關於黑木華，「純粹且充滿朝氣，無論如何都不會氣餒的姿態打動了我」「跟天真浪漫的新人編輯這個角色非常契合」。
- 關於《重版出來！》的漫畫，「《重版出來！》劇中登場的漫畫是由真正的漫畫家所畫的作品。這些作品被放在網上提供試讀等，被活用到各式各樣的宣傳上。向在有限的製作週期中毫不妥協力求完美的劇中漫畫頒予特別獎」。

## 外部連結
- 第89回日劇學院賞 （页面存档备份，存于）